# Hugh McVay
Hugh McVay, né en 1766 dans la Province de Caroline du Sud et mort le 9 mai 1851 à Birmingham (Alabama), est un homme politique démocrate américain. Il est gouverneur de l'Alabama en 1837.